# سومیو شیراتوری
سومیو شیراتوری (انگلیسی: Sumio Shiratori؛ زادهٔ ۱ ژانویهٔ ۱۹۵۰) آهنگساز، و تهیه‌کننده موسیقی اهل ژاپن است.